# Giuseppe Bertini (Maler)
Giuseppe Bertini (* 11. Dezember 1825 in Mailand; † 24. November 1898 ebenda) war ein italienischer Maler.

## Leben

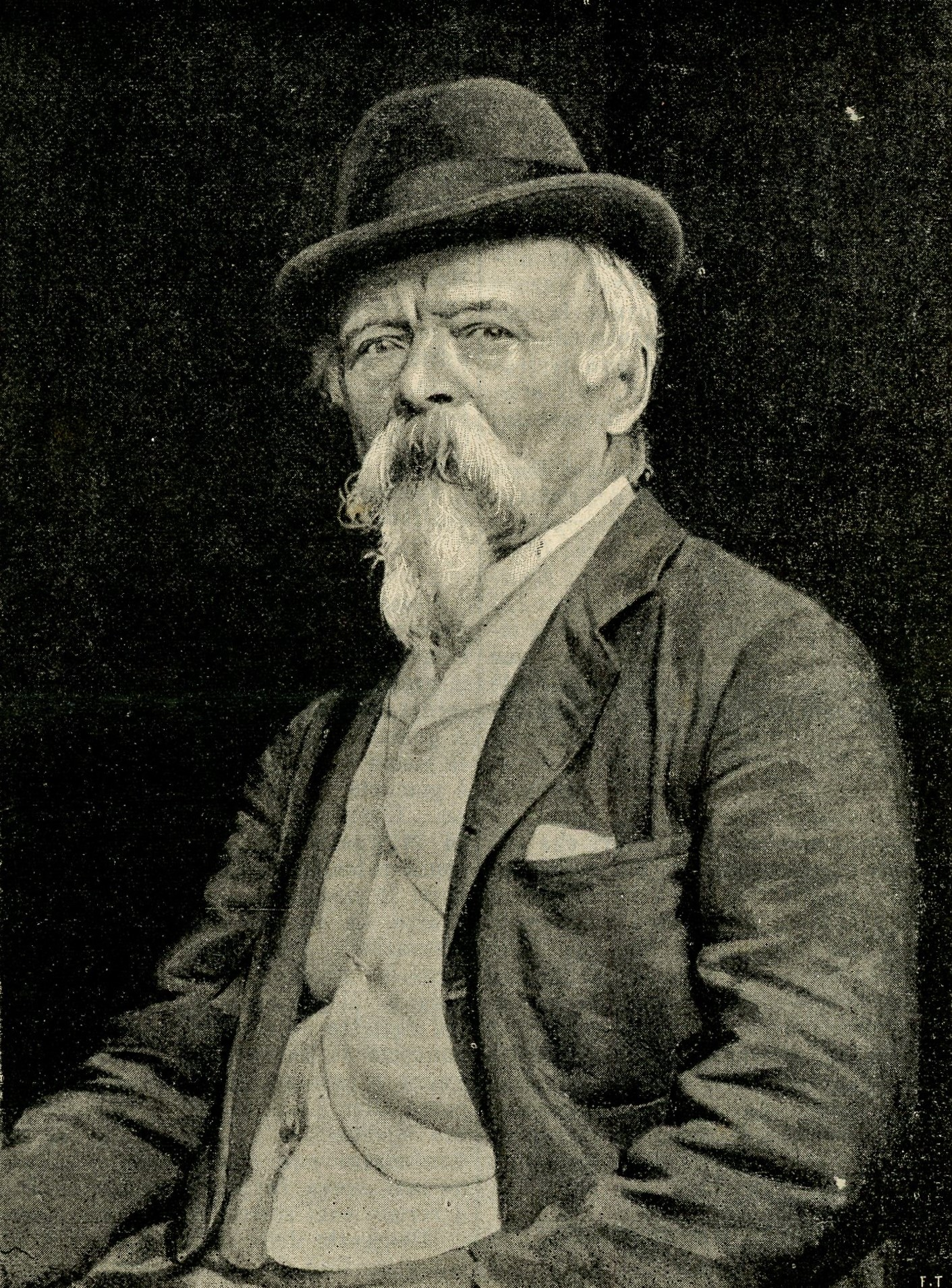
Giuseppe Bertini

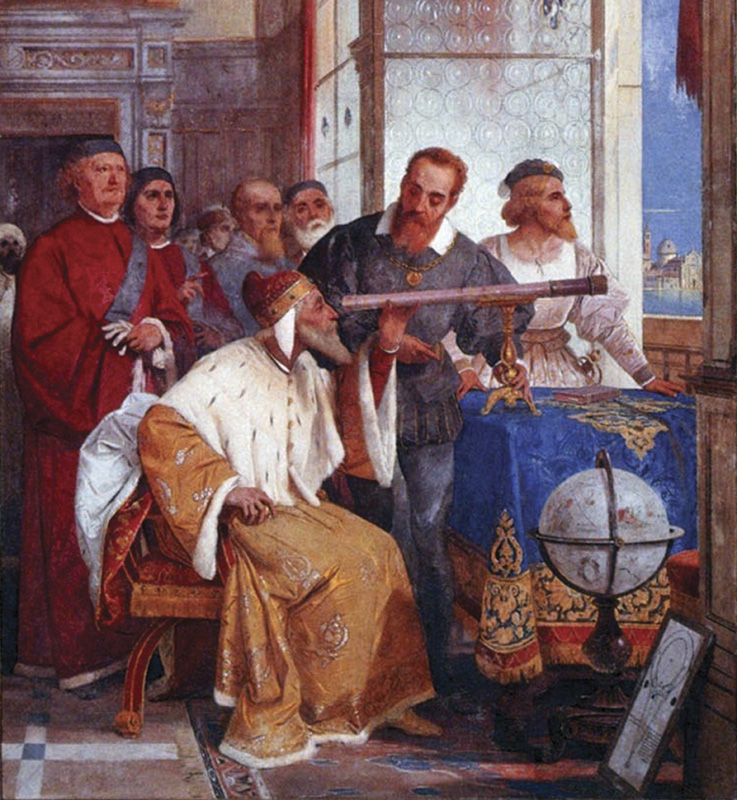
Fresko Bertinis von Galileo Galilei, der dem Dogen von Venedig den Gebrauch des Teleskops zeigt

Giuseppe Bertini studierte an der Accademia di Belle Arti di Brera in Mailand bei Luigi Sabatelli und Giuseppe Bisi. 1845 stellte er im Alter von 20 Jahren sein Gemälde Dante und der Bruder Hilarius (Dante e frate Ilario) aus, das ihn bereits als tüchtigen Künstler zeigte. Die österreichische Regierung befreite ihn sogar vom Militärdienst, damit er seine Studien ungestört fortsetzen konnte. Nachdem er sich auch in der Freskomalerei ausgebildet hatte, wurde er 1860 zum Professor an der Akademie der schönen Künste zu Mailand ernannt, in welcher Stellung er einen großen Einfluss auf die Entwicklung der lombardischen Schule ausübte. Zuletzt wirkte er als Direktor der Gemäldegalerie der Brera zu Mailand. In dieser Stadt starb er 1898 im Alter von knapp 73 Jahren. Zu seinen besten Schülern gehörte der berühmte Maler Francesco Filippini.
Außer dem Bild Torquato Tasso wird dem Herzog Emanuel Philibert vorgestellt (im königlichen Palast in Turin) malte Bertini u. a. mehrere Altarblätter, wie Die Himmelfahrt Mariä für die Kirche von Valmarana, und die Vision des heiligen Franziskus von Assisi für die Kirche San Babila in Mailand; ferner für Parochialkirche in Palermo den Tod des heiligen Joseph. Bemerkenswert sind auch seine Fresken in der griechisch-orthodoxen Kirche zu Triest sowie jene im Haus des Andrea Ponti in Varese, die charakteristische Momente aus dem Leben des Volta, Galilei, Kolumbus und Guido von Arezzo darstellen. Des Weiteren schuf Bertini dekorative Malereien im Museo Poldi Pezzoli in Mailand.